# Jakov
Jakov (auch Јаков Jakov und Яков Jakow) ist ein männlicher Vorname.

## Herkunft und Bedeutung
→ Hauptartikel: Jakob
Es handelt sich bei Jakov um die russische, serbische, kroatische und mazedonische Variante von Jakob.

## Verbreitung
Der Name ist vor allem im slawischen Sprachraum verbreitet. Besonders beliebt ist der Name in Kroatien, wo er zu den Spitzenreitern unter den Jungennamen zählt.

## Varianten
Aufgrund unterschiedlicher Transkriptionsmöglichkeiten existieren in lateinischer Schrift auch die Schreibweisen Jakow, was zugleich eine mittelalterliche polnische Variante des Namens darstellt, und Yakov|Yakow.
In Serbien und Kroatien ist dazu Jakša (Јакша Jakscha), in Russland Яша Jascha als Diminutiv verbreitet.
Für weitere Varianten: siehe Jakob (Name) #Varianten

## Bekannte Namensträger

### Vorname
- Jakow Baseljan (1925–1990), sowjetischer Filmregisseur
- Jakow Belenki (1915–1989), sowjetischer Filmschauspieler und Synchronsprecher
- Jakov Blažević (1912–1996), jugoslawischer Jurist und Politiker der Sozialistischen Republik Kroatien
- Jakow Grigorjewitsch Bljumkin (1898–1929), linker Sozialrevolutionär, Mörder, Bolschewik, Tscheka-Agent, GPU-Spion, Trotzkist und ein Abenteurer
- Jakow Stanislawowitsch Chanezki (1879–1937), russisch-sowjetischer Revolutionär und Weggefährte Lenins
- Jakow Andrejewitsch Eschpai (1890–1963), russischer Komponist, Volksmusikforscher und Pädagoge aus dem Volk der Mari
- Jakow Borissowitsch Estrin (1923–1987), sowjetischer Schachmeister
- Jakov Fak (* 1987), slowenischer Biathlet kroatischer Herkunft
- Jakow Iljitsch Frenkel (1894–1952), russischer Physiker
- Jakov Gojun (* 1986), kroatischer Handballspieler
- Jakov Gotovac (1895–1982), kroatischer Komponist und Dirigent
- Jakow Gudkin (1905–1979), sowjetischer Schauspieler und Estradakünstler
- Jakow Michailowitsch Jurowski (1878–1938), Tschekist und sowjetischer Parteifunktionär
- Yakov Hadas-Handelsman (* 1957), israelischer Diplomat
- Jakow Borissowitsch Knjaschnin (1742–1791), russischer Dichter, Dramaturg und Übersetzer
- Yakov Kreizberg (1959–2011), US-amerikanischer Dirigent russischer Abstammung
- Jakow Petrowitsch Kulnew (1763–1812), russischer Kommandant
- Jakow Grigorjewitsch Kuzenko (1915–1988), sowjetischer Gewichtheber
- Jakov Lind (1927–2007), österreichisch-englischer Schriftsteller, Hörspielautor, Filmregisseur und Maler
- Jakow Alexandrowitsch Malik (1906–1980), sowjetischer Diplomat und Politiker
- Yakov Malkiel (1914–1998), US-amerikanischer Sprachwissenschaftler und Romanist russisch-jüdischer Abstammung
- Jakov Medić (* 1998), kroatischer Fußballspieler
- Jakov Milatović (* 1986), montenegrinischer Politiker
- Jakow Okun (* 1972), russischer Jazzmusiker (Piano, auch E-Piano, Keyboard, Komposition)
- Jakow Gilelewitsch Panowko (1913–2002), russischer Physiker
- Jakow Permjakow († 1712), russischer Seefahrer und Händler, der die Neusibirischen Inseln entdeckte
- Jakow Alexandrowitsch Protasanow (1881–1945), russischer Filmregisseur
- Jakow Grigorjewitsch Punkin (1921–1994), sowjetischer Ringer
- Jakow Israilewitsch Sak (1913–1976), sowjetischer Pianist und Klavierpädagoge jüdischer Herkunft
- Jakow Sannikow (1780–~1812), russischer Entdecker, Händler und Kartograf
- Jakov Sedlar (* 1952), kroatischer Filmemacher und Produzent
- Jakow Segel (1923–1995), sowjetischer Filmautor und -regisseur
- Jakow Borissowitsch Seldowitsch (1914–1987), sowjetischer Physiker
- Yakov Springer (1921–1972), israelischer Kampfrichter polnischer Herkunft
- Jakow Sacharowitsch Suriz (1882–1952), sowjetischer Diplomat
- Jakow Michailowitsch Swerdlow (1885–1919), Revolutionär und führender Politiker der Partei der Bolschewiki
- Jakow Trachtenberg (1888–1951), ukrainischer Ingenieur und der Erfinder der Trachtenberg-Schnellrechenmethode

### Nachname
- Pablo Ben Yakov (* 1986), deutscher Schauspieler

### Sonstiges
- Jakov, ein kroatischer Dessertwein aus den Traubensorten Marastina, Debit und Trbljan, auch als Prošek oder Proschek bekannt